# Championnat DTM 2012
Navigation
Édition précédente Édition suivante
Le championnat DTM 2012 se déroule du 29 avril 2012 au 21 octobre 2012, sur un total de 10 courses auxquelles s'ajoute une épreuve hors championnat qui se court dans le Stade olympique de Munich.
Le champion sortant Martin Tomczyk a créé la surprise en début de saison en quittant le Team Phoenix et Audi pour rejoindre le Team RMG, l'une des trois écuries marquant le retour de BMW dans la compétition (mais la première fois sous son format actuel).
Vainqueur à Hockenheim puis à nouveau puis devant son public, à Brands Hatch, Gary Paffett semblait avoir plié le championnat avant même la mi-saison, marquant 95 points sur 125 possibles en cinq courses. Un temps dominateur, le Britannique a ensuite vu BMW-Motorsport et Bruno Spengler se relancer dans la course au titre. Le Canadien s'imposera d'ailleurs à quatre reprises, contre seulement deux pour son rival. 
Edoardo Mortara (Audi) a également remporté deux courses, au Red Bull Ring puis à Zandvoort, offrant ainsi les deux uniques succès de l'A5 cette saison. Le débutant Augusto Farfus Jr. s'est quant à lui offert une victoire de luxe à Valencia après dominé toute la course. Enfin, Jamie Green s'est imposé au Norisring pour la quatrième fois en cinq ans. Il n'a mené la course que quelques mètres, dépassant le champion sortant Martin Tomczyk dans le dernier virage du dernier tour...

## Engagés

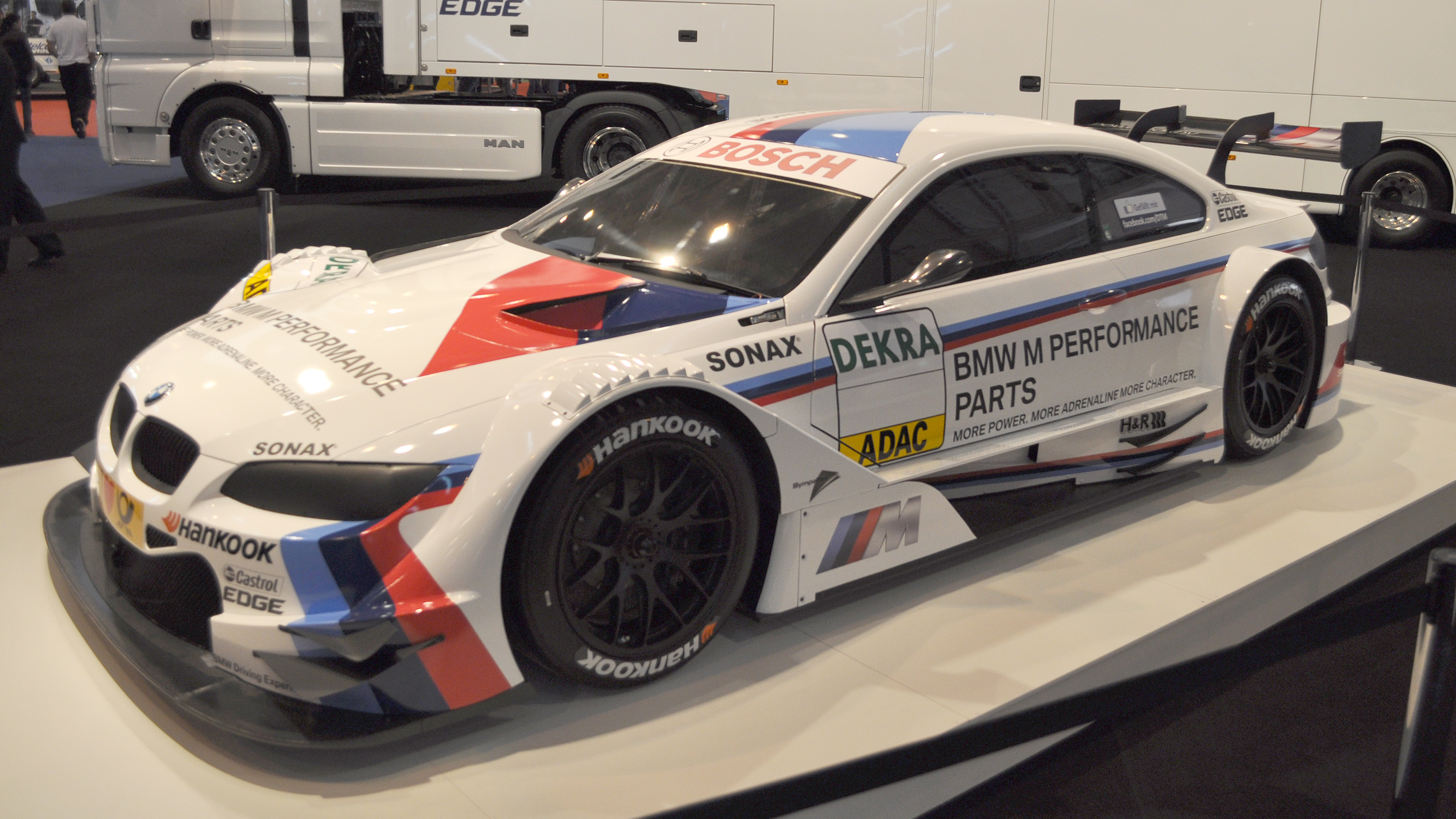
La BMW M3 DTM 2012

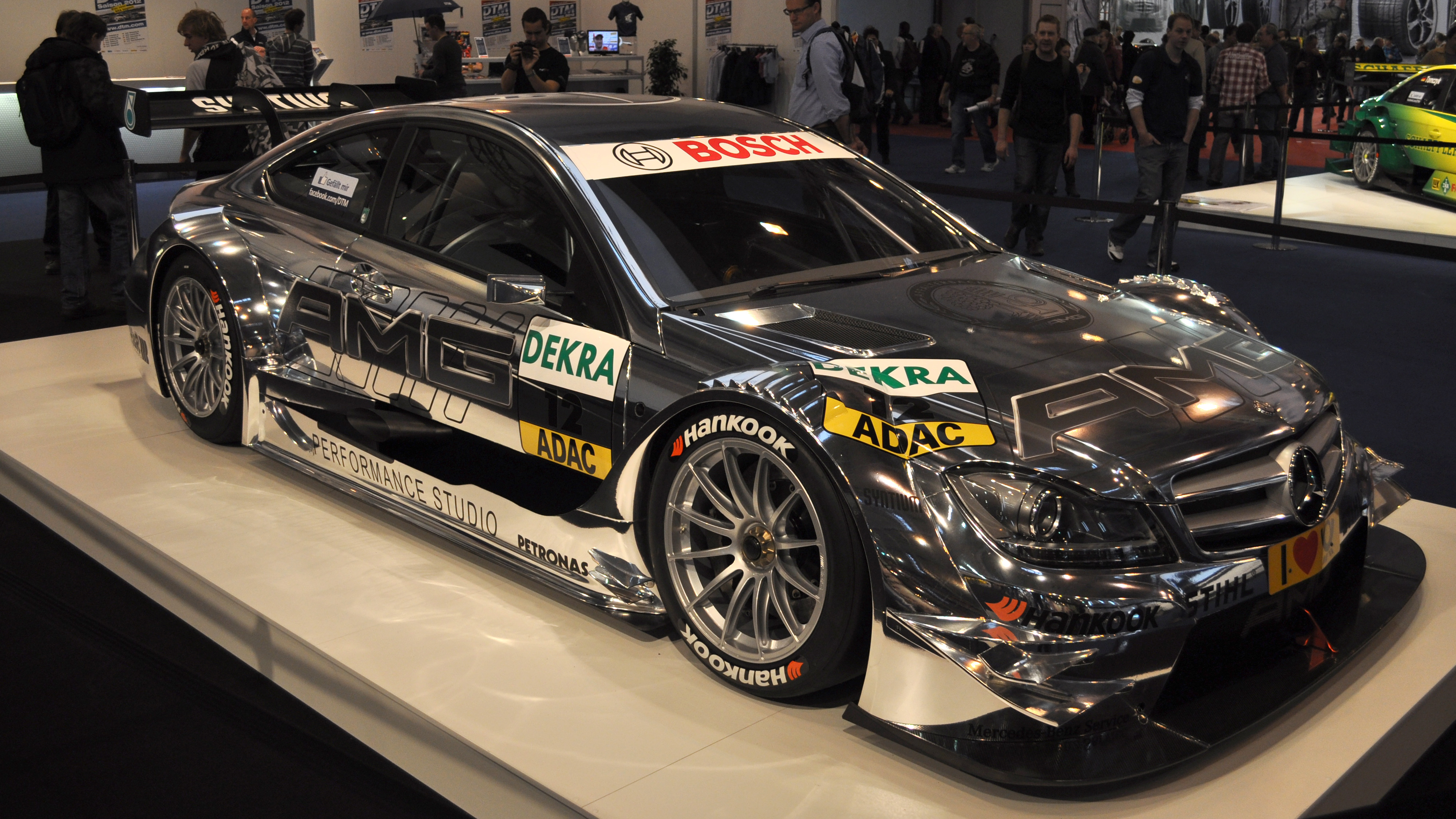
La DTM AMG Mercedes C-Coupé 2012

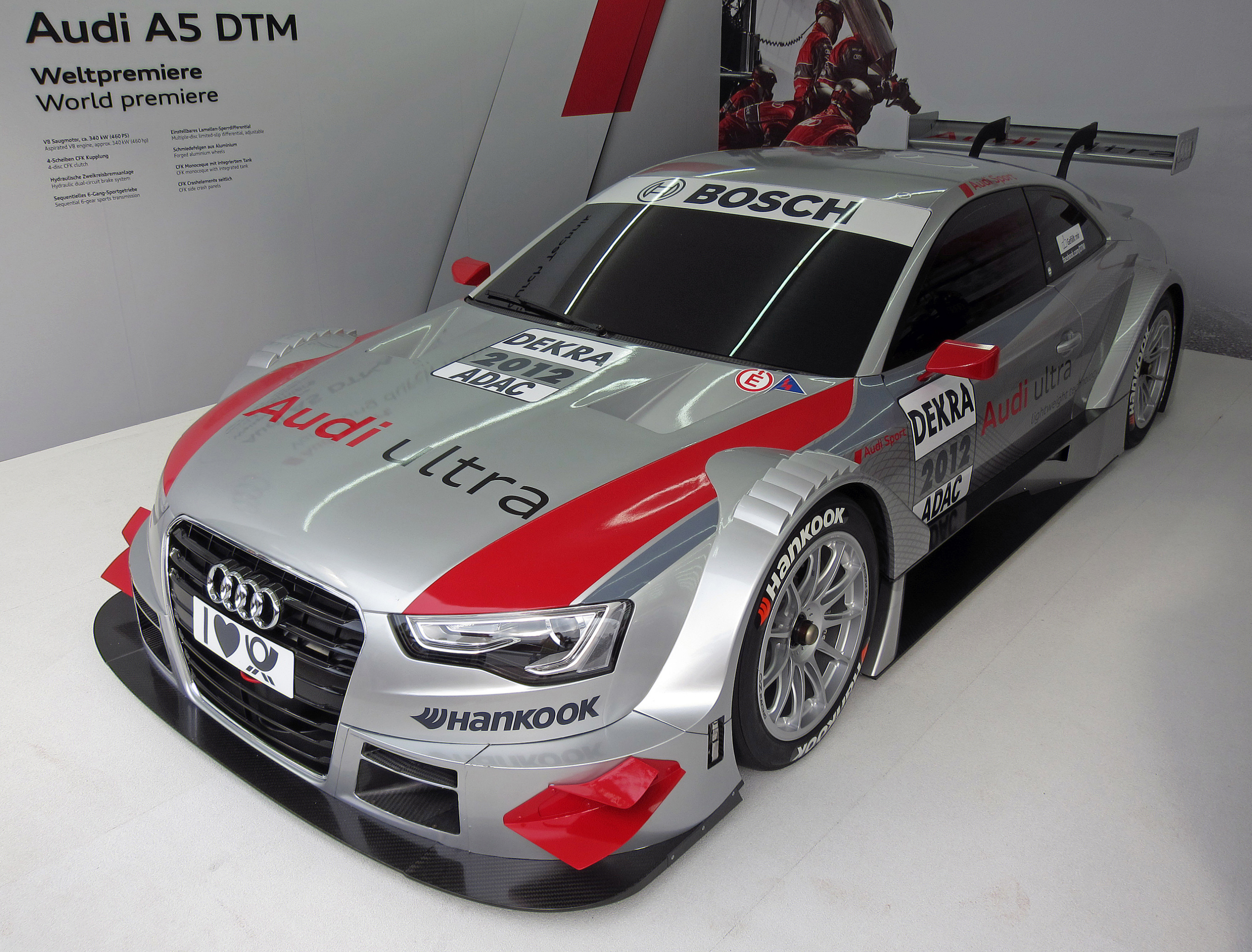
La Audi A5 DTM 2012

| Constructeur  | Modèle                   | Écurie              | No. | Pilotes            | Courses |
| ------------- | ------------------------ | ------------------- | --- | ------------------ | ------- |
| BMW           | BMW M3 DTM               | Team RMG            | 1   | Martin Tomczyk     | Toutes  |
| BMW           | BMW M3 DTM               | Team RMG            | 2   | Joey Hand          | Toutes  |
| BMW           | BMW M3 DTM               | Team Schnitzer      | 7   | Bruno Spengler     | Toutes  |
| BMW           | BMW M3 DTM               | Team Schnitzer      | 8   | Dirk Werner        | Toutes  |
| BMW           | BMW M3 DTM               | Team RBM            | 15  | Andy Priaulx       | Toutes  |
| BMW           | BMW M3 DTM               | Team RBM            | 16  | Augusto Farfus Jr. | Toutes  |
| Audi          | Audi A5 DTM              | Abt Sportsline      | 3   | Mattias Ekström    | Toutes  |
| Audi          | Audi A5 DTM              | Abt Sportsline      | 4   | Timo Scheider      | Toutes  |
| Audi          | Audi A5 DTM              | Phoenix Racing      | 9   | Mike Rockenfeller  | Toutes  |
| Audi          | Audi A5 DTM              | Phoenix Racing      | 10  | Miguel Molina      | Toutes  |
| Audi          | Audi A5 DTM              | Audi Sport Team Abt | 17  | Rahel Frey         | Toutes  |
| Audi          | Audi A5 DTM              | Audi Sport Team Abt | 18  | Adrien Tambay      | Toutes  |
| Audi          | Audi A5 DTM              | Team Rosberg        | 21  | Edoardo Mortara    | Toutes  |
| Audi          | Audi A5 DTM              | Team Rosberg        | 22  | Filipe Albuquerque | Toutes  |
| Mercedes-Benz | DTM AMG Mercedes C-Coupé | HWA Team            | 5   | Jamie Green        | Toutes  |
| Mercedes-Benz | DTM AMG Mercedes C-Coupé | HWA Team            | 6   | Ralf Schumacher    | Toutes  |
| Mercedes-Benz | DTM AMG Mercedes C-Coupé | HWA Team            | 11  | Gary Paffett       | Toutes  |
| Mercedes-Benz | DTM AMG Mercedes C-Coupé | HWA Team            | 12  | Christian Vietoris | Toutes  |
| Mercedes-Benz | DTM AMG Mercedes C-Coupé | Mücke Motorsport    | 19  | David Coulthard    | Toutes  |
| Mercedes-Benz | DTM AMG Mercedes C-Coupé | Mücke Motorsport    | 20  | Robert Wickens     | Toutes  |
| Mercedes-Benz | DTM AMG Mercedes C-Coupé | Persson Motorsport  | 23  | Roberto Merhi      | Toutes  |
| Mercedes-Benz | DTM AMG Mercedes C-Coupé | Persson Motorsport  | 24  | Susie Wolff        | Toutes  |

## Courses de la saison 2012
| Manche           | Circuit                       | Date         | Pole Position      | Meilleur tour  | Pilote vainqueur            | Écurie vainqueur   |
| ---------------- | ----------------------------- | ------------ | ------------------ | -------------- | --------------------------- | ------------------ |
| 1                | Hockenheimring                | 29 avril     | Mattias Ekström    | Jamie Green    | Gary Paffett                | HWA Team           |
| 2                | EuroSpeedway Lausitz          | 6 mai        | Bruno Spengler     | Jamie Green    | Bruno Spengler              | BMW Team Schnitzer |
| 3                | Brands Hatch                  | 20 mai       | Gary Paffett       | Martin Tomczyk | Gary Paffett                | HWA Team           |
| 4                | Red Bull Ring                 | 3 juin       | Edoardo Mortara    | Timo Scheider  | Edoardo Mortara             | Team Rosberg       |
| 5                | Norisring                     | 1er juillet  | Gary Paffett       | Jamie Green    | Jamie Green                 | HWA Team           |
| Hors championnat | Stade olympique de Munich     | 14 juillet   |                    |                | Jamie Green Ralf Schumacher | HWA Team           |
| Hors championnat | Stade olympique de Munich     | 15 juillet   |                    |                | Mattias Ekström             | Abt Sportsline     |
| 6                | Nürburgring                   | 19 août      | Bruno Spengler     | Bruno Spengler | Bruno Spengler              | BMW Team Schnitzer |
| 7                | Zandvoort                     | 26 août      | Timo Scheider      | Gary Paffett   | Edoardo Mortara             | Team Rosberg       |
| 8                | Motorsport Arena Oschersleben | 16 septembre | Bruno Spengler     | Roberto Merhi  | Bruno Spengler              | BMW Team Schnitzer |
| 9                | Circuit Ricardo Tormo         | 30 septembre | Augusto Farfus Jr. | Bruno Spengler | Augusto Farfus Jr.          | Team RBM           |
| 10               | Hockenheimring                | 21 octobre   | Augusto Farfus Jr. | Gary Paffett   | Bruno Spengler              | BMW Team Schnitzer |

## Classement des pilotes
| Position | Pilote             | Voiture                  | Team                | Victoires | Points |
| 1        | Bruno Spengler     | BMW M3 DTM               | Team Schnitzer      | 4         | 149    |
| 2        | Gary Paffett       | DTM AMG Mercedes C-Coupé | HWA Team            | 2         | 145    |
| 3        | Jamie Green        | DTM AMG Mercedes C-Coupé | HWA Team            | 1         | 121    |
| 4        | Mike Rockenfeller  | Audi A5 DTM              | Phoenix Racing      | 0         | 85     |
| 5        | Edoardo Mortara    | Audi A5 DTM              | Team Rosberg        | 2         | 82     |
| 6        | Mattias Ekström    | Audi A5 DTM              | Abt Sportsline      | 0         | 81     |
| 7        | Augusto Farfus Jr. | BMW M3 DTM               | Team RBM            | 1         | 69     |
| 8        | Martin Tomczyk     | BMW M3 DTM               | Team RMG            | 0         | 69     |
| 9        | Dirk Werner        | BMW M3 DTM               | Team Schnitzer      | 0         | 29     |
| 10       | Adrien Tambay      | Audi A5 DTM              | Audi Sport Team Abt | 0         | 28     |
| 11       | Filipe Albuquerque | Audi A5 DTM              | Team Rosberg        | 0         | 26     |
| 12       | Christian Vietoris | DTM AMG Mercedes C-Coupé | HWA Team            | 0         | 25     |
| 13       | Andy Priaulx       | BMW M3 DTM               | Team RBM            | 0         | 24     |
| 14       | Timo Scheider      | Audi A5 DTM              | Abt Sportsline      | 0         | 19     |
| 15       | David Coulthard    | DTM AMG Mercedes C-Coupé | Mücke Motorsport    | 0         | 14     |
| 16       | Robert Wickens     | DTM AMG Mercedes C-Coupé | Mücke Motorsport    | 0         | 14     |
| 17       | Ralf Schumacher    | DTM AMG Mercedes C-Coupé | HWA Team            | 0         | 10     |
| 18       | Miguel Molina      | Audi A5 DTM              | Phoenix Racing      | 0         | 8      |
| 19       | Rahel Frey         | Audi A5 DTM              | Audi Sport Team Abt | 0         | 6      |
| 20       | Joey Hand          | BMW M3 DTM               | Team RMG            | 0         | 6      |
| NC       | Roberto Merhi      | DTM AMG Mercedes C-Coupé | Persson Motorsport  | 0         | 0      |
| NC       | Susie Wolff        | DTM AMG Mercedes C-Coupé | Persson Motorsport  | 0         | 0      |